# Anna Maria Canopi
Madre Anna Maria Cànopi OSB, al secolo Rina Cànopi (Pecorara, 24 aprile 1931 – Orta San Giulio, 21 marzo 2019) è stata una religiosa, scrittrice e storica italiana, fondatrice e prima badessa dell'abbazia benedettina Mater Ecclesiae nell'isola di San Giulio, sul lago d'Orta, in provincia di Novara.
Concepiva la vita monastica come un dono esclusivo a Dio a vantaggio di ogni essere umano, al pari della Redenzione di Cristo crocifisso.

## Biografia
Dopo la laurea in lettere presso l'Università Cattolica del Sacro Cuore di Milano, nel 1960 entrò nell'ordine delle Benedettine presso l'Abbazia di Viboldone dove, a 34 anni, pronunciò i voti solenni. Nel 1973 venne incaricata da Aldo Del Monte, vescovo di Novara e suo padre spirituale, di fondare una comunità monastica presso l'Isola di San Giulio.
Scrittrice molto feconda e profonda erudita della letteratura dei Padri della Chiesa, pubblicò diversi libri sulla storia del monachesimo e sulla spiritualità cristiana.
Collaborò all'edizione della Bibbia della CEI, al Catechismo della chiesa cattolica e alle edizioni dei nuovi messali e lezionari. Preparò il testo della Via Crucis di Giovanni Paolo II al Colosseo nel 1993. Nel 1995 intervenne al Congresso della Chiesa italiana di Palermo portando la sua testimonianza di badessa benedettina al Convegno dei giovani europei tenutosi a Loreto.
Il 30 agosto 2009 ricevette l'allora patriarca melkita-cattolico Gregorio III Laham, che celebrò una divina liturgia in rito greco-bizantino. Nell'occasione ebbe in dono dal patriarca la croce pettorale di Gerusalemme.
Nel 2018, in condizioni di salute ormai precarie, lasciò la guida del monastero. La comunità elesse come nuova badessa Madre Maria Grazia Girolimetto.
Morì l'anno seguente, proprio nel giorno della celebrazione del transito di san Benedetto, il 21 marzo; è sepolta al cimitero del complesso di San Filiberto a Pella.

## Opere principali
- Lettera a Edith (2000) Piemme ISBN 9788838449185
- Piedi nudi. Ricordi e canti sul mistero del Natale (2001) Interlinea edizioni ISBN 9788882123239
- Il volto del mistero (2002) Interlinea edizioni ISBN   9788882123482
- Con Maria. Misteri di gioia, luce, dolore e gloria (2003), presentazione di Renato Corti, Interlinea edizioni ISBN 9788882124083
- La Grande Settimana: Commento spirituale ai testi liturgici e ad alcune melodie gregoriane (2007) Edizioni Paoline ISBN 9788831532051
- Scavate la Parola. Guida alla lectio divina (2008) EDB ISBN 9788810510643
- Fammi sapere perché... Il tema del dolore. Lectio divina sul libro di Giobbe (2008) EDB ISBN 9788810510612
- Silenzio. Esperienza mistica della presenza di Dio (2008) EDB ISBN 9788810510575
- L'anima mia magnifica il Signore: Lectio divina sul Magnificat (2008) Edizioni Paoline ISBN 9788831533959
- Siate lieti nel Signore: Lectio divina sulla Lettera ai Filippesi (2008) Edizioni Paoline ISBN 9788831535144
- Eredi di Dio, coeredi di Cristo: Lectio divina sulla Lettera ai Romani (2009) Edizioni Paoline ISBN 9788831535540
- Scelti per essere santi: Lectio divina sulla Lettera agli Efesini (2009) Edizioni Paoline ISBN 9788831535632
- Le sette parole di Gesù in croce: Meditazione e preghiera (2009) Edizioni Paoline ISBN 9788831535526
- ... E al mattino, ecco la gioia. Il tema della gioia nella Bibbia (2009) EDB ISBN 9788810510742
- Mansuétude Voie de paix (2010) Médiaspaul France ISBN 9782712210953
- Tu mi hai preso per mano. Educare alla vita in Cristo (2011) EDB ISBN 9788810513064
- Mauro Maulini, Sculture dipinte (2011), con testi di Anna Maria Canòpi, Carlo Carena, Laura Pariani, Interlinea edizioni, ISBN 9788882127831
- Il buon samaritano si ferma ancora (2011), a cura di Maria Adele Garavaglia, con testi di Anna Maria Canopi et al., Interlinea edizioni ISBN 9788882128074
- Fame di Dio: L’Eucaristia nella vita quotidiana (2011) Edizioni Paoline ISBN 9788831540124
- Una vita per amare.Ricordi di una monaca di clausura (2013), Interlinea edizioni ISBN 9788882128944
- Misericordia e consolazione: Il Dio di Gesù Cristo (2015) Edizioni Paoline ISBN 9788831546096
- L'amore che chiama. Vocazione e vita monastica (2017) EDB ISBN 9788810507476
- Lake time (2018), con testi di Anna Maria Canopi, Interlinea edizioni ISBN 9788868572549